# Тринідад і Тобаго на зимових Олімпійських іграх 1994
Тринідад і Тобаго брали участь у Зимових Олімпійських іграх 1994 року у Ліллегаммері (Норвегія) уперше за свою історію, але не завоювали жодної медалі.